# L'Honneur (film, 1925)
Pour plus de détails, voir Fiche technique et Distribution.
L'Honneur (Նամուս, Namus) est un film soviétique tourné et se déroulant en Arménie, réalisé par Amo Bek-Nazarov et sorti en 1925.

## Synopsis
Dans la ville caucasienne de Shemakhi, Seyran, le fils d'un potier, vit une histoire d'amour secrète avec Susan. Un voisin les surprend.

## Fiche technique
- Titre : L'Honneur
- Titre original : Նամուս (Namus)
- Réalisation : Amo Bek-Nazarov
- Scénario : Amo Bek-Nazarov d'après le roman d'Alexander Shirvanzade
- Musique : Anahit Simonian
- Photographie : Sergei Zabozlayev
- Société de production : Armenkino et Georgia-Film
- Pays :  Union soviétique
- Genre : Drame
- Durée : 62 minutes
- Dates de sortie : 
  -  Union soviétique : 1925

## Distribution
- Hovhannes Abelyan : Barkhudar
- Hasmik Agopyan : Mariam
- Olga Maisuryan : Gyulnaz (as O. Maisuryan)
- Hrachia Nersisyan : Rustam
- Avet Avetisyan : Hayrapet
- Nina Manucharyan : Shpanik
- Samvel Mkrtchyan : Seyran
- M. Shahubatyan-Tatieva : Susan
- Hambartsum Khachanyan : Badal
- L. Aleksanyan : Susambar
- G.Beknazarian : Sanam
- Amasi Martirosyan : Smbat

## Restauration
Le film a été restauré en 2005 par Arte,.